# Castillo de Barbacena
El Castillo de Barbacena, en portugués Castelo de Barbacena/Fortificações de Barbacena, es un antiguo castillo fortaleza medieval de la parroquia civil de Barbacena y Vila Fernando, municipio de Elvas, en el Alentejo portugués, clasificado como «Bien de Interés Público», Imóvel de Interesse Público en portugués.

## Historia
El asentamiento de Barbacena fue reconquistado definitivamente por el rey Sancho II, en la primera mitad del siglo XIII. El asentamiento del sitio, que posiblemente se desarrolló a partir de un castro prerromano, se desarrolló a partir de su donación a Estêvão Anes, canciller del rey Afonso III, que estaba casado con la hija ilegítima del monarca, y amo de Alvito en 1251. El primer foral fue firmado por su nuevo maestro en 1273, aun en el reinado del rey Afonso III. Durante el reinado de Juan I, se hace referencia a dos nobles partidarios, Juan Fernández Pacheco y Martim Afonso de Melo. Este último fue «guarda-mayor» del rey y alcalde de Évora, a quien más tarde se le concedió el señorío de Barbacena. Juan Fernandes Pacheco, que era partidario del Maestro de Avis, perdió este y otros señoríos por traicionar al rey y Barbacena fue entregado a Martim Afonso de Melo.
El 15 de diciembre de 1519, Manuel I dotó a la ciudad de un nuevo foral, ordenando la reconstrucción del castillo, que se puede suponer que estaba en mal estado de conservación. Unos años más tarde, en 1536, Barbacena fue morgadio de Jorge Henriques, cazador del rey Juan III,[2] a quien se le atribuyó el inicio de la construcción del castillo, pero esta terminó a la muerte de su fundador, en 1572. Tres años más tarde, la fortificación fue adquirida por Diogo de Castro do Rio, Caballero de la Orden de Cristo y Noble de la Casa Real, que fue el primero en utilizar el título de Maestro de Barbacena. En esta época, el castillo ya estaba erigido, siguiendo un trazado rectangular, en el lugar de un proyecto medieval anterior. Duró poco tiempo ya que en 1587, el mayorazgo fue subastado de nuevo a Martim de Castro, con la condición de retirar las dos ménsulas y la torre del homenaje.
En el siglo XVII, en el contexto de las Guerras de Restauración, la fortaleza fue sometida a obras públicas para mejorar su valor estratégico, lo que dio lugar a la construcción de un bastión moderno. En esta época se construyó la entrada principal, que incluía un pórtico de piedra y un  frontispicio con pináculos esculpidos. En 1645, las fuerzas castellanas asaltaron el castillo y en 1658 la guarnición se vio obligada a rendirse al duque de Osuna. Los constantes ataques y saqueos, así como la necesidad de modernizar sus defensas y mejorar su valor estratégico, dieron lugar a que Afonso Furtado de Mendonça, canciller del rey y primer vizconde de Barbacena y bisnieto de Diogo de Castro do Rio, elaborara nuevos planes. Se produjeron entonces nuevos ataques al bastión, por parte del Marqués de la Bahía, gobernador de Badajoz, durante la guerra de sucesión española. Barbacena fue en realidad asediada varias veces en el siglo XIX, y su proximidad a España fue causa de una considerable inestabilidad, debido a las incursiones españolas.
Del castillo rectangular original quedan restos de las murallas y de la entrada principal, además de vestigios de la antigua puerta arqueada que estaba cubierta. Las murallas de la fortificación se transformaron en el siglo XVII en un bastión en forma de estrella, quedando varias de las murallas y barbacanas. La torre del homenaje fue destruida a principios del siglo XVII. Todavía se puede ver la Casa del Gobernador, una residencia nobiliaria, con escalera central y vestigios de una capilla en el piso superior.
En 1816, el rey Juan VI creó el título de Conde de Barbacena, en beneficio de Luís António Furtado de Castro do Rio de Mendonça e Faro, 1.er conde y 6.º vizconde de Barbacena. Su hijo, Francisco Furtado de Castro do Rio de Mendonça, 2.º conde y 7.º vizconde de Barbacena, continuó viviendo en el castillo. En 1896, según consta en un aviso de propiedad, Hermenegildo José Costa Campos lo vendió a Alfredo de Andrade, cuyo descendiente José Luis Sommer de Andrade, lo vendió en 2005 a Mico da Câmara Pereira.
En 1974, las fortificaciones fueron ocupadas por la población de Barbacena.

## Arquitectura
El sitio consiste en un castillo de guarnición dentro de una fortaleza bastión en forma de estrella. La fortaleza bastión consiste en un revellín en forma de flecha con entrada al suroeste, un medio bastión, muros empotrados y dos bastiones centrales, interconectados por revelim avanzados en forma de flecha, con garita de vigilancia. El castillo de forma rectangular incluye almenas que rodean los tejados que fueron transformados en simples parapetos. En los muros orientales hay bastiones rectangulares, mientras que enfrente de éstos hay grandes torres circulares, con pisos bajos y superiores abovedados que incorporan aberturas de ventanas (algunas horizontales).
El patio tiene una cisterna central, dos cañones abandonados y edificios anexos.
Al este se encuentra la Casa del Gobernador, un edificio de dos pisos servido por una escalera central que conecta la planta baja con la torre circular, que está en el muro exterior. En el piso superior, al norte, hay rastros de una capilla integrada en el almenado y el muro de la casa.
La puerta principal tiene un molde de mampostería rectangular, con pilastras de enmarcado y frontón con elementos decorativos de base en relieve. La puerta antigua, con bases moldeadas, tiene un arco de medio punto de piedra, dentro de un marco rectangular y un arquitrabe que sostiene dos pináculos (coruchéu) que flanquean un nicho rectangular.